# Boeckella nyoraensis
Boeckella nyoraensis is een eenoogkreeftjessoort uit de familie van de Centropagidae. De wetenschappelijke naam van de soort is voor het eerst geldig gepubliceerd in 1912 door Searle.